# Okmulgee
Okmulgee är en stad (city) i Okmulgee County i delstaten Oklahoma i USA. Staden hade 11 322 invånare, på en yta av 51,76 km² (2020). Okmulgee är administrativ huvudort (county seat) i Okmulgee County.

## Kända personer från Okmulgee
- Dave Obey, politiker
- Oscar Pettiford, jazzmusiker
- Will Sampson, skådespelare